# Mario Pizziolo
Mario Pizziolo   (Castellammare Adriatico, 7 de desembre de 1909 - Florència, 30 d'abril de 1990) fou un futbolista italià de la dècada de 1930.
Fou 12 cops internacional amb la selecció de futbol d'Itàlia amb la qual participa al Mundial de 1934.
Pel que fa a clubs, destacà a AC Pistoiese i ACF Fiorentina.